# 碧 (シンガーソングライター)
碧（みどり、12月23日生）は、日本のシンガーソングライター、声優。山梨県出身。

## 人物
2010年にバンドに加入しアニソン、ゲームソング、オリジナル曲、アコースティックなどでライブ活動する一方でソロでの活動も開始。独特に声質があり、それを活かして透明感のある楽曲から熱い曲、電波系まで幅広いジャンルを歌いこなすが特にバラードを得意としている。自身の心掛けは「聴いてくださった方の心に、あたたかいものを残したい。感じてほしい。」
- 2013年10月バンドを卒業し以降はソロで活動しており、主に東京都や千葉県でライブ活動をしている。独特の質感ある歌声は「耳に妖精が住んでいる」と称される。
- 難聴があり、補聴器をつけている。[2]
- 2014年9月オンラインゲーム『キャラフレ』で、北海道スープカレー店ピカンティと提携した3人組カレーアイドルカリッシュを開始する
- 2016年頃からきままなみちうた(きままうた)と称した路上ライブを開始
- 2016年2月ふわふわ楽しいおもちゃ箱なぜか不思議なふわふわ感 FluffyToyBox結成
- 2016年3月作曲家サワグチカズヒコ氏とのユニット給食当番開始し2018年現在も精力的に活動を続けている
- 2019年3月新編成給食当番ハイパーを結成[3]

- 2020年4月より配信アプリBIGO LIVEにて配信開始(配信開始時間は21:00ぐらいから)[4]

2021年1月にはミリオンを達成しミリオンライバーになり活躍中

## ディスコグラフィ
以下に挙げる楽曲は、全てインディーズ版でのリリースである。作詞は全て本人が手掛けている。
- twinkle star
- ナナイロファクトリー
- 終わらない物語  -自身初の作曲
- 仮想プライベートネットワーク
- ツヅクセカイ
- Determination
- Rainy Voice
- Epologia
- Fortune Smile
- I hope You…
- star seed-宇宙の旅人
- ステラリウム

みどりのもりにて販売中

## 出演作品

### オンラインゲーム
- キャラフレ - カレーアイドルプロジェクト「カリッシュ」[6]